# Gunnar Heiberg
Gunnar Edvard Rode Heiberg (Kristiania, 18 november 1857 - aldaar, 22 februari 1922) was een Noors naturalistisch toneelschrijver, journalist en theatercriticus.

## Leven en werk
Heiberg stamde uit een intellectueel milieu en studeerde rechten en letteren. Na zijn studies reisde hij naar Rome, waar hij Henrik Ibsen ontmoette. Later verbleef hij ook nog in Kopenhagen (begin jaren 1890) en Parijs (1896-1902). Van 1882 tot 1889 was hij theaterleider van Den Nationale Scene in Bergen, waar hij onder andere de ongeschoolde Kalle Løchen engageerde.
Heiberg debuteerde in 1878 met enkele gedichten, maar maakte vooral naam als naturalistisch dramaturg. Ibsen en Émile Zola waren zijn grote voorbeelden. Zijn bekendste werken zijn Tante Ulrikke (1884), Kong Midas (1890), Balkongen (1894) en Kjærlighedens Tragedie (1904). In dat laatste werk toont hij zich een fervent voorstander van de ontbinding van de unie tussen Noorwegen en Zweden, welke in 1905 een feit zou worden.
Heibergs werk is sterk expressief. Met name zijn latere werken hebben ook kenmerken van de romantiek. Hij toont zich een uiterst individualistisch voorvechter van persoonlijke vrijheid. Zijn hoofdpersonen laten zich niet aan banden leggen, aanvaarden geen verantwoordelijkheid, maar komen daardoor ook regelmatig in conflict met de maatschappij, waardoor isolement dreigt. Heiberg staat sceptisch tegenover culturele en politieke ambities, maar ook tegenover de liefde, die hij als een gevaarlijke instinctieve hartstocht ziet welke mensen stuk kan maken. Zijn werken zijn sterk en strak van compositie en kenmerken zich door levendige dialogen. Hij had veel invloed op latere schrijvers als Helge Krog en Sigurd Hoel.
Heiberg was ook een bekend theatercriticus en werkte onder andere voor Dagbladet en Verdens Gang. Hij overleed in 1921 op 71-jarige leeftijd.

## Bibliografie (selectie)

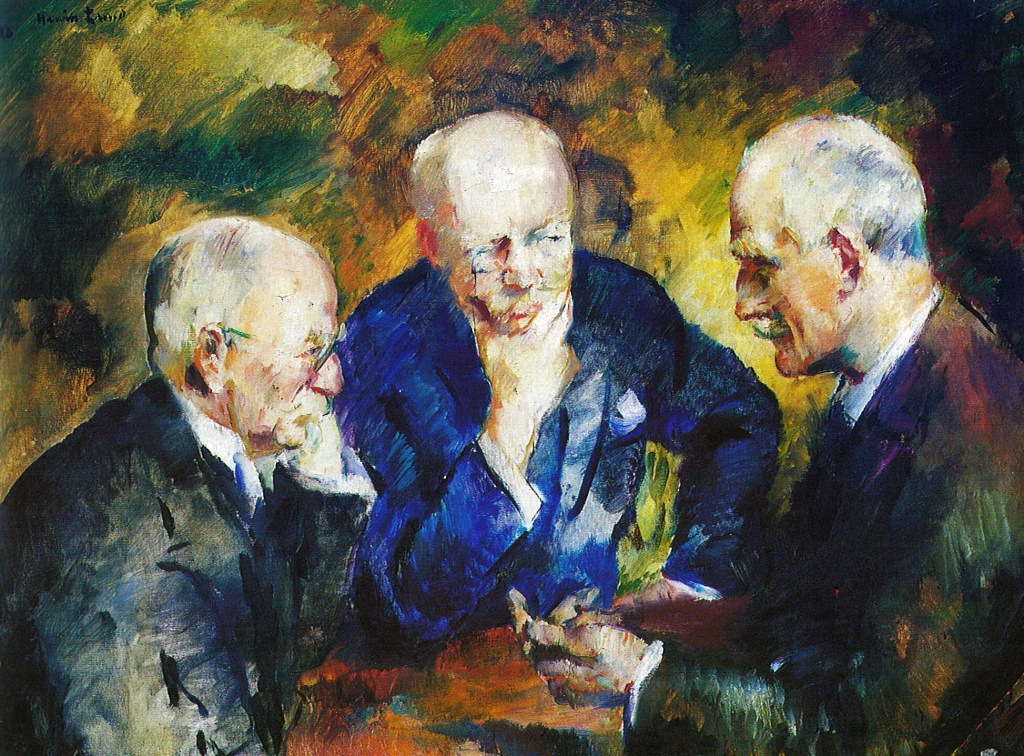
Christian Sinding, Gunnar Heiberg (midden) en Knut Hamsun, door Henrik Lund, 1926